# 松前丸 (2代)
松前丸（まつまえまる、Matsumae Maru）は、国鉄 青函航路の客載車両渡船で、青函連絡船の松前丸としては2代目であった。青函航路では、1960年代前半（昭和30年代後半）になってもなお、その主力は戦中戦後の混乱期に建造された船質の良くない戦時標準船、またはそれに準じる船であった。松前丸はそれらの代替と、輸送力増強を目的に建造された津軽丸型客載車両渡船の第3船で、姉妹船には、津軽丸・八甲田丸・大雪丸・摩周丸・羊蹄丸・十和田丸があった。 

## 概要
（詳細は津軽丸（2代）参照）
津軽丸型第3船として、第1船の津軽丸がまだ建造中の1964年（昭和39年）2月29日、函館ドックで起工、同年10月31日に竣工し同年12月1日就航した。
本船を含む津軽丸型は、洞爺丸事件及び宇高連絡船 紫雲丸事件を教訓とし、その安全性には格段の配慮をもって設計された。洞爺丸台風時の大波でも車両甲板上に海水が浸入しないよう、車両甲板船尾開口部への水密扉装備はもちろんのこと、紫雲丸事件のように他船に衝突されても、車両甲板下の船体を12枚の水密隔壁で13区画に分けることで、隣接する2区画への浸水では沈まない構造とし、さらに船体中央部の5区画では、船底だけでなく、側面もヒーリングタンク等で二重構造とした。
車両渡船では積載車両数確保のため、車両甲板中央部に一般商船のような大きな吹き抜けの機関室囲壁を設けることができず、機関室の天井高さは車両甲板下までに制限された。青森 - 函館間を従来の1隻1日2往復から2.5往復にして運航効率を上げるため、航海速力を従来の14.5ノットから18.2ノットに上げる必要があった。そのため、天井の低い機関室に余裕をもって収まる背の低い中速ディーゼルエンジン8台を主機械として搭載し、在来船の2倍以上の高出力化を実現し、さらに通常は主機械6台程度の稼働で定時運航可能であったため、運航中にも機関整備ができ、そのための休航は不要となった。これら主機械は自動負荷分担装置により、船の加減速等による負荷変動にかかわらず、毎分750回転を維持しつつ、負荷が各主機械に均等にかかるよう個別に燃料噴射量が自動調節された。
推進装置には当時日本最大の可変ピッチプロペラを2基装備し、船速にかかわらず常時毎分217.5回転で互いに外転した。船首水線下には横方向に推力を発生する、やはり当時日本最大の可変ピッチプロペラ式バウスラスターを装備し、これらの翼角を操舵室から遠隔操縦することで、前後進推力を素早くコントロールできただけでなく、舵の効かない低速時も容易に船首を回頭できたため、狭隘な港内でも迅速に離着岸できた。この高速性能と港内での高い操船性能により、青森 - 函館間を3時間50分で結び、1日2.5往復運航できた。
さらに、船体の大型化により、当時の国鉄連絡船としては最多となる、ワム換算48両の車両を積載したうえ、従来の車載客船に迫る1,200名の旅客を搭乗させることができたが、当時の世界最先端の自動化・遠隔操縦機器を採り入れたため、運航定員は従来の車載客船の半分以下の53名となった。
このような、当時としては画期的な高性能船の連続建造3隻目で、先行建造船の使用実績をフィードバックする時間的余裕もなく、装備機器の開発、選定、装備作業は未だ試行錯誤の段階であった。その結果、津軽丸型の各船では、装備機器の仕様が異なってしまった例が少なくなかった。特に本船では、係船機械に、その後の青函連絡船の標準となった東洋電機製造製ではなく、ただ1隻川崎重工製が採用され、同様に推進用可変ピッチプロペラにも川崎 エッシャーウイス式が採用され、ヒーリングポンプに油圧モーター駆動の可逆転固定ピッチプロペラを用いるなど、第1船の 津軽丸（2代）と本船の2隻は、他の5隻との差異が大きく、そのため保守管理面に難があり、これが18年の耐用年数での早々の引退につながった。

## 船体塗装色
津軽丸型各船の塗装色は、当初、建造する造船所に一任されており、本船は初代十和田丸と全く同じ、外舷上部が象牙色（2.5Y9/2）、外舷下部があさい緑色（10GY6/4）で工事が進められたが、竣工直前に外舷下部を緑色（2.5G5.5/6）に塗りかえられて就航した。煙突の形はもちろん津軽丸型他船と同一であったが、塗装は白鉢巻なしの、うすいピンク色（5YR8/4）一色の煙突にファンネルマークのJNRマークを貼り付けるという、初代十和田丸の煙突の｢工｣を｢JNR｣に変更しただけのようなデザインであった。また、JNRマークの縦横比も、このデザインの煙突への収まりを考慮して1.75：8と、先行の2隻より天地方向を拡大していた。
就航後、まず外舷上部が乳白色（7.5Y9/0.5）に変更され、 さらに1969年（昭和44年）12月には、外舷下部色が 八甲田丸の 新造時塗装と同じ、うす緑色（5G7/6）に変更され、同時に煙突も白鉢巻付きの外舷下部と同色となった。後部煙突兼マストは新造時は全て銀色であったが、1971年（昭和46年）までに上半分が灰色に塗装された。

## 沿革
- 1964年（昭和39年）
  - 2月29日 - 起工
  - 10月31日 - 竣工
  - 11月7日 - 函館4岸5時10分発、青森3岸9時41分着の7204便より試運航開始[13]
  - 12月1日 - 函館2岸12時25分発、青森2岸16時45着の20便より就航[14]
- 1966年（昭和41年）7月10日 - 3便（青森2岸7時05分発　函館2岸10時55分着）函館第2岸壁着後係留中の11時33分、調理室クッキングレンジ付近から出火。30分後鎮火。食堂、調理室一時使用不能[15][16]
- 1970年（昭和45年）
  - 2月25日 - 総トン数5,376.32トン[17]
  - 4月19日 - 163便(青森2岸15時00分発　函館1岸18時50分着）運航中　第1主機室左舷1号機排気集合管から出火、備え付けの持ち運び式消火器で消火し、定時運航[18][19]
- 1973年（昭和48年）
  - 8月5日 - 深夜の続行便の後発の2便の残客707名をバス12台で有川桟橋の函館第4岸壁へ移送し、松前丸で運航の6054便（函館4岸1時30分発　青森2岸6時10分着　4時間40分運航）で輸送[20][21][22]
  - 8月12日 - 同上802名、バス16台、松前丸[23][22]
  - 8月13日 - 同上770名、バス16台、松前丸[24][22]
  - 12月28日 – 旅客定員　通年1,330名認可[25]
- 1977年（昭和52年）
  - 3月7日 – 国鉄青函航路開設70年目を記念し各連絡船の「シンボルマーク」を発表。松前丸は「桜の松前城」[26]
  - 7月 - 遊歩甲板室後壁にシンボルマーク取り付け[27]
- 1978年（昭和53年）
  - 2月 - 船楼甲板室両舷にシンボルマーク取り付け[27]、レーダー情報処理装置（CAS）装備[28][29]
  - 3月1日 - 喫茶室「サロン海峡」営業開始（グリーン自由椅子席44席撤去）旅客定員1,286名[30]
- 1982年（昭和57年）
  - 11月12日 - 耐用年数切れにより、青森1岸12時15分発、函館2岸16時05分着の21便で終航、沖出しにて待機[31]。
  - 11月20日 - 正式に運航を終了。函館ドック岸壁に繋留。
- 1983年（昭和58年）
  - 10月 - 函館ドック岸壁に繋留中、札幌テレビ放送制作のドラマ「最後の航海―ある甲板長の退職」のロケ施行[32]
  - 11月16日 - 山岸和郎に売却[33]
- 1984年（昭和59年）
  - 3月30日 – 函館ドックへ入渠し塗装とエンジン整備[34]
  - 4月25日 - 北朝鮮へ向け函館を出港[34]

## 函館出港後
その後の足取り等は不明であった。しかし1986年（昭和61年）5月に、「アジア平和の船」で北朝鮮を訪問した者が、元山で津軽丸型の船舶を目撃し撮影した。現地では元山 - ナホトカ間で運航されていると説明を受けたとのこと。撮影者が翌1987年（昭和62年）に函館駅で開催された写真展にその写真を出品したところ、行方不明になっていた松前丸と判明した。